# Spreuerhofstraße

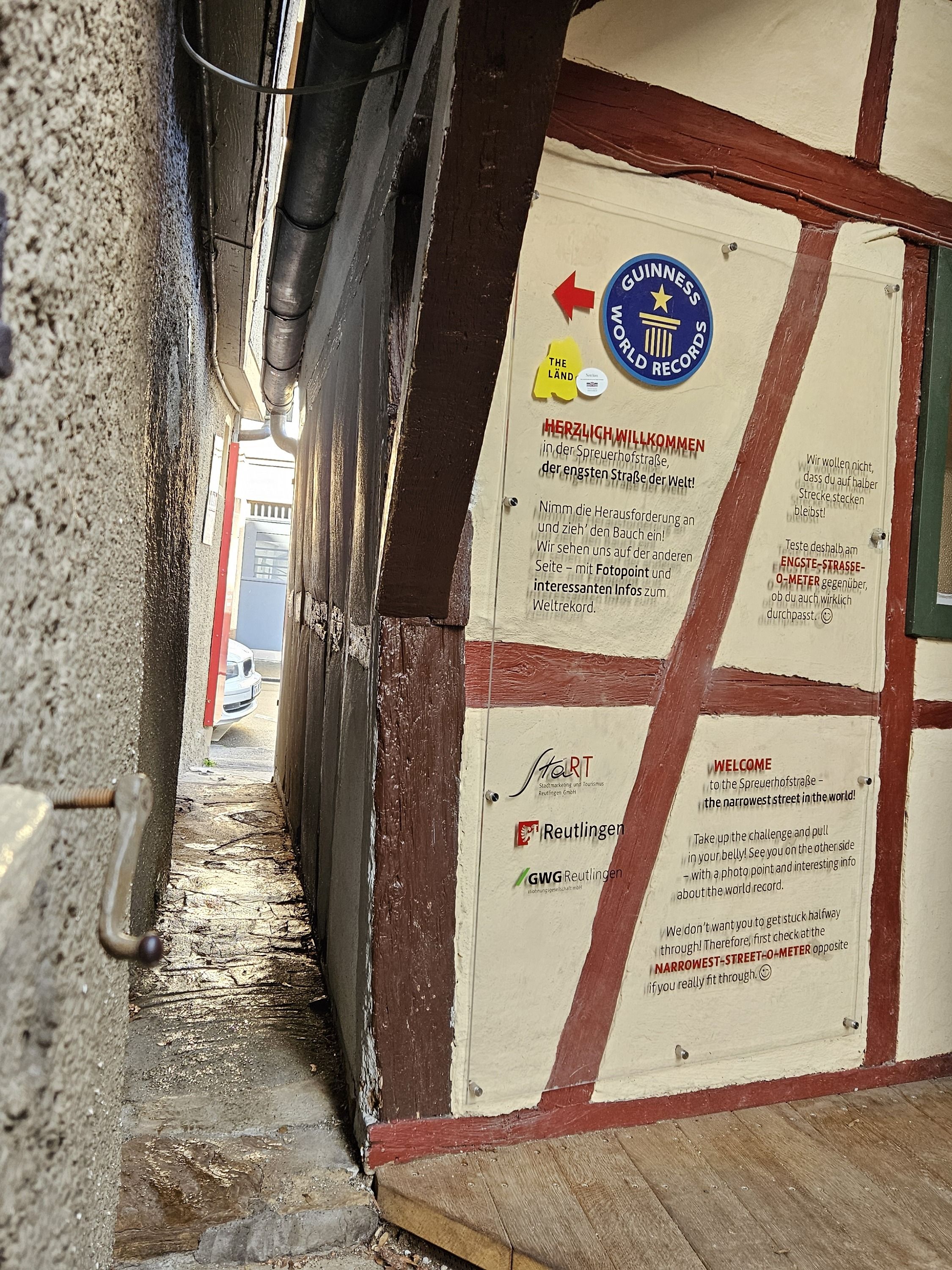
Spreuerhofstraße

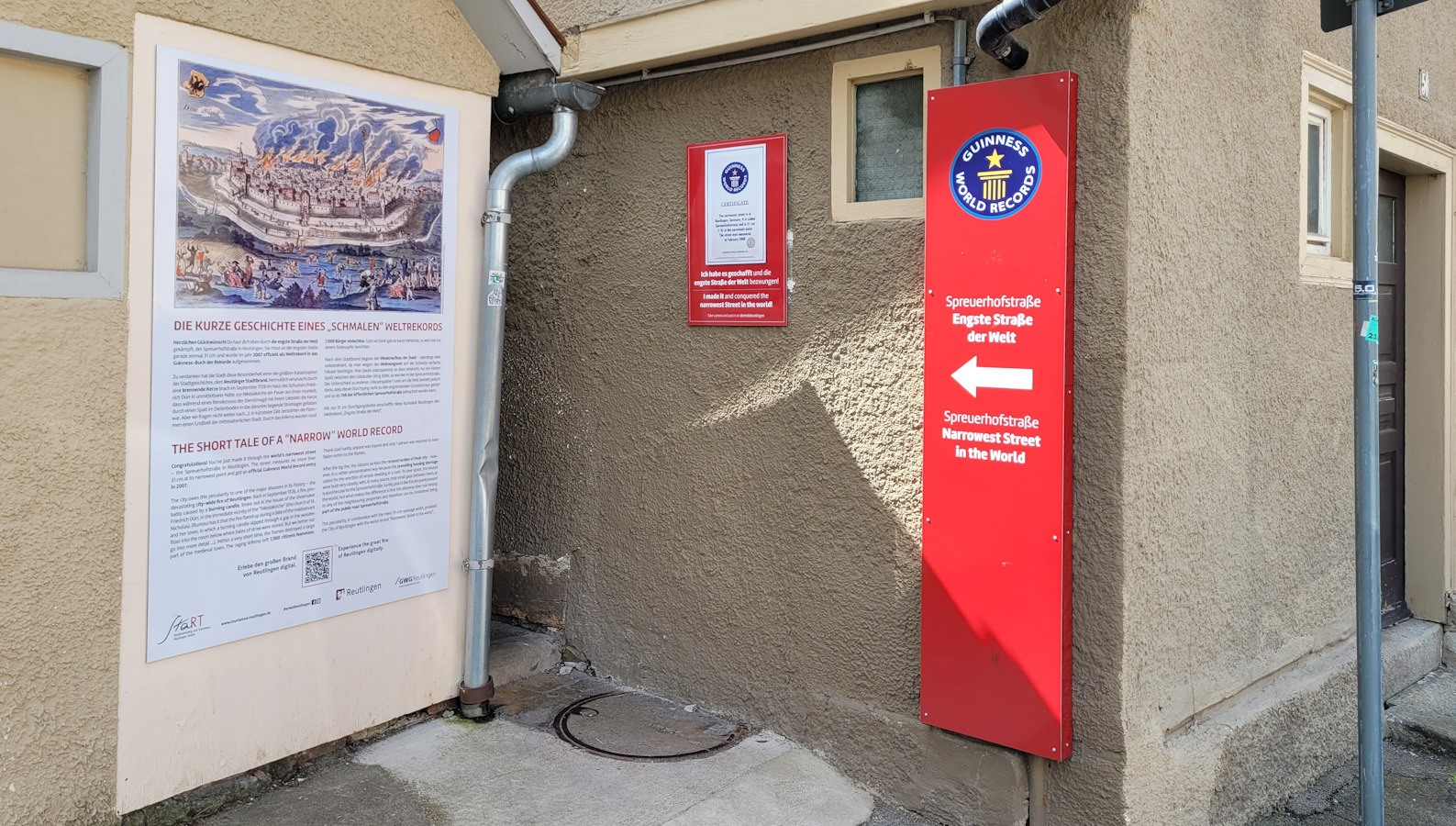
Nördlicher Zugang zur Spreuerhofstraße in Reutlingen, 2023

Die Spreuerhofstraße ist eine Gasse in der Altstadt von Reutlingen. Sie ist nur knapp 5 Meter lang und gabelt sich an ihrem nördlichen Ende um drei aneinandergebaute Häuser, an denen ihr westlicher Arm laut Guinnessbuch der Rekorde die „engste Straße der Welt“ bildet.
Die Breite der „Straße“ beträgt dort durchschnittlich 40 Zentimeter, an ihrer engsten Stelle ist sie 31 Zentimeter breit.
Die Spreuerhofstraße liegt in der südöstlichen Gegend der Altstadt nahe der ehemaligen Stadtmauer und verbindet die Mauerstraße mit der Metzgerstraße.
Der Spalt, beziehungsweise der engste Bereich neben dem Gebäude mit der Hausnummer 9, hat eine Länge von 3,80 Metern. Da er sich auf städtischem Grund befindet, kann er dem öffentlichen Straßenbereich zugeordnet werden, was den Titel der „engsten Straße“ ermöglichte.

## Geschichte
Die Gasse entstand nach dem Stadtbrand von 1726, bei dem etwa 80 Prozent der Wohnhäuser und die meisten öffentlichen Gebäude zerstört wurden und war 1820 als Ortsweg mit der Nummer 72 ausgewiesen. Der Spreuerhof war ursprünglich ein Getreidelager für das Reutlinger Spital und die Gasse diente vermutlich als Fluchtweg.
Nach Bemühungen einer Tourismus-Managerin der Reutlinger Stadtmarketing-Gesellschaft wurde sie 2007 als „weltweit engste Straße“ ins Guinnessbuch der Rekorde eingetragen. Zuvor trug die Parliament Street in der südenglischen Stadt Exeter diesen Titel. Seit dem Rekord gilt die Spreuerhofstraße als touristische Attraktion Reutlingens und sie soll auch von Hu Jintao begangen worden sein, der 2003–2013 Staatspräsident der Volksrepublik China war.
Um 2010 wurde bekannt, dass das angrenzende Haus mit der Nummer 9 sich in einem baufälligen Zustand befand. Wegen seines morschen Gebälks neigte es sich zunehmend, wodurch der Weg durch die Gasse noch enger wurde und der Abstand zwischen Dachrinne und dem angrenzenden Gebäude weniger als einen Zentimeter betrug. Da der Eigentümer das Haus nicht modernisieren wollte, das Gebäude nicht unter Denkmalschutz steht und der Rekord-Titel durch einen Abriss gefährdet gewesen wäre, kaufte die Stadt Reutlingen es im Oktober 2013 und begann umgehend mit Sanierungsarbeiten. Im Folgejahr wurde nach durchgeführter Sanierung die Straße mit den originalen Maßen wieder freigegeben.
Mittlerweile wurden Wegweiser auf Deutsch und Englisch aufgestellt und ein „Engste-Straße-O-Meter“ installiert, mit welchem Besucher testen können, ob sie überhaupt durch die Engstelle hindurchpassen. Am Ausgang der Straße kann man sich vor einem vorgefertigten Zertifikat als Bezwinger der Spreuerhofstraße fotografieren.

## Trivia

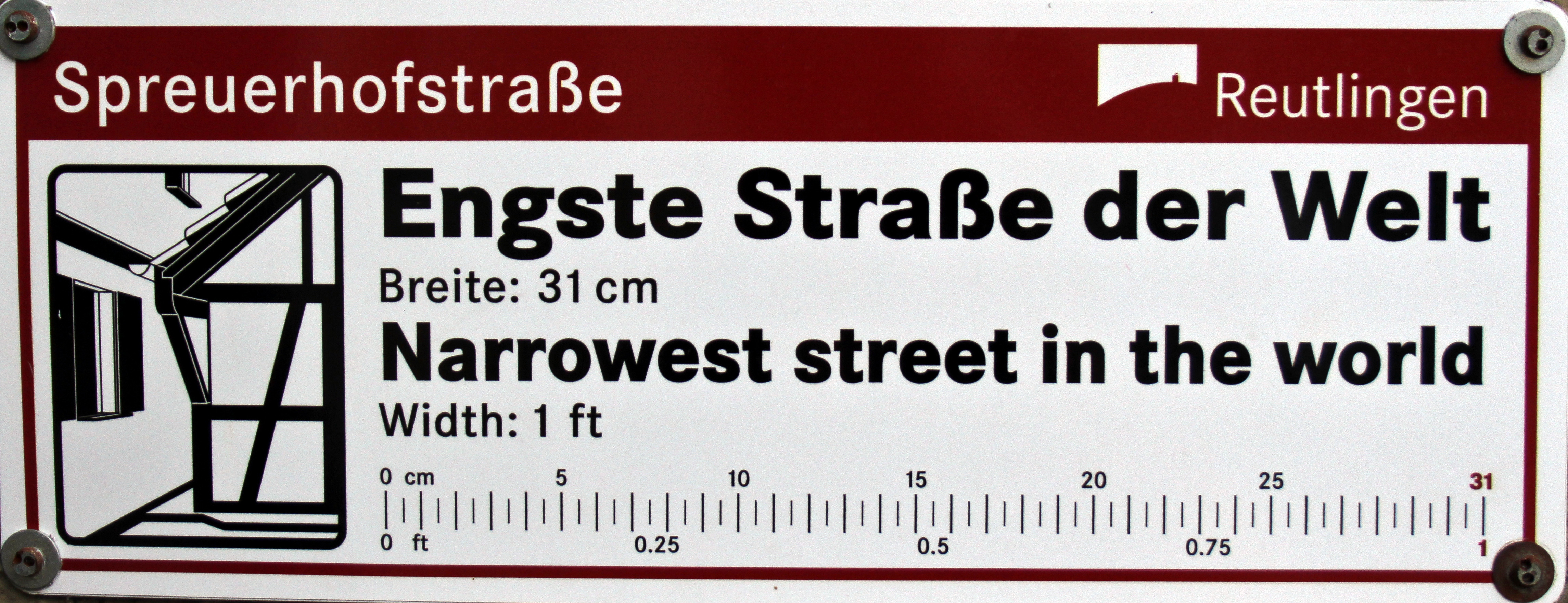
Mit Spezialschrauben befestigtes Hinweisschild

Nachdem mehr als 20 Exemplare der Schilder, die auf den Rekord der schmalsten Straße verweisen, gestohlen worden waren, befestigte man diese zuletzt mit Spezialschrauben.